# Würschnitzbach
Der Würschnitzbach (selten Würschnitz) ist ein über 13 km langer, rechter Nebenfluss der Weißen Elster im Vogtland.

## Name
Der Bach wurde 1378 als Wirsenicz erstmals urkundlich erwähnt. Der altsorbische Name *Viršnica bedeutet „Bach mit einer Fischreuse“.

## Verlauf
Der Bach entspringt bei Tannenhaus südlich von Schöneck/Vogtl. am Westrand des sächsischen Erzgebirges in der Mikrogeochore Hochflächen bei Schöneck. Das Gebiet bildet die Wasserscheide der Flusssysteme Weiße Elster, Eger und Zwickauer Mulde.
Zuerst fließt er Richtung Südwesten, wo er sich südlich der Ortslage einen etwa 20 bis 30 m hohen, westlichen Prallhang geschaffen hat. Anschließend wendet er sich nach Westen und fließt, wie auch Görnitzbach, Eisenbach und Schwarzbach, der Erzgebirgs-Abdachung folgend ab. Bei der Alraunmühle südwestlich von Unterwürschnitz (Gemeinde Mühlental) mündet er in die Weiße Elster.

## Zuflüsse
- Klingerbach (re)
- Eschenbacher Dorfbach (li)
- Schilbacher Dorfbach (re)
- Schilbacher Lohbach (re)
- Peintenlohbach (re)
- Ebersberglohbach (re)
- Marieneyer Dorfbach (li)

## Wirtschaftliche Nutzung
Das saubere Wasser der Weißen Elster und ihrer Nebengewässer wurde über viele Jahrhunderte zur Perlenfischerei genutzt. Gegenstand war die Flussperlmuschel (Margaritifera margaritifera). Bereits 1621 erkannte Kurfürst Johann Georg I. die Bedeutung und erklärte die Perlenfischerei zu den Regalien. In der Folge durften nur bestimmte Personen die Perlen gewinnen, was in etwa alle 10 bis 12 Jahre der Fall war. Ab 1849 lebte insbesondere in Adorf/Vogtl. durch Verarbeitung der Muscheln die Perlmuttindustrie auf.

## Schutzgebiete
Bach und Tal sind mehrfach unter Schutz gestellt. Zusammen mit seinem Zufluss Schilbacher Lohbach und dem in etwa parallel verlaufenden Görnitzbach und bildet er das 291 Hektar große FFH-Gebiet Görnitzbach- und Würschnitzbachtal. Die Unterschutzstellung beginnt im Tiefen Grund und reicht bis an die Mündung in die Weiße Elster. Schützenswert sind insbesondere das Bachneunauge und die Groppe. Das Landschaftsschutzgebiet Würschnitz- und Eisenbachgebiet ist 4106 Hektar groß und umfasst einen breiten Streifen, das im Norden vom Landschaftsschutzgebiet Görnitzbachtal und im Süden vom Landschaftsschutzgebiet Oberes Vogtland begrenzt wird und an vielen Stellen bis an die Weiße Elster reicht.